# Улица Ивана Мазепы (Киев)
У́лица Ива́на Мазе́пы (укр. ву́лиця Іва́на Мазе́пи) — улица в Печерском районе города Киева, местность Печерск. Пролегает от Арсенальной площади до площади Славы.
Примыкают Инженерный и Аскольдов переулки.

## История
Улица возникла на известном со времён Киевской Руси Ивановском пути, который соединял Подол с Печерском. Её начальный отрезок пролегал по исторической местности Долгая Нива. В этой местности находилось село Берестово с загородным дворцом киевских князей, Печерский и Никольский монастыри.

### Названия улицы

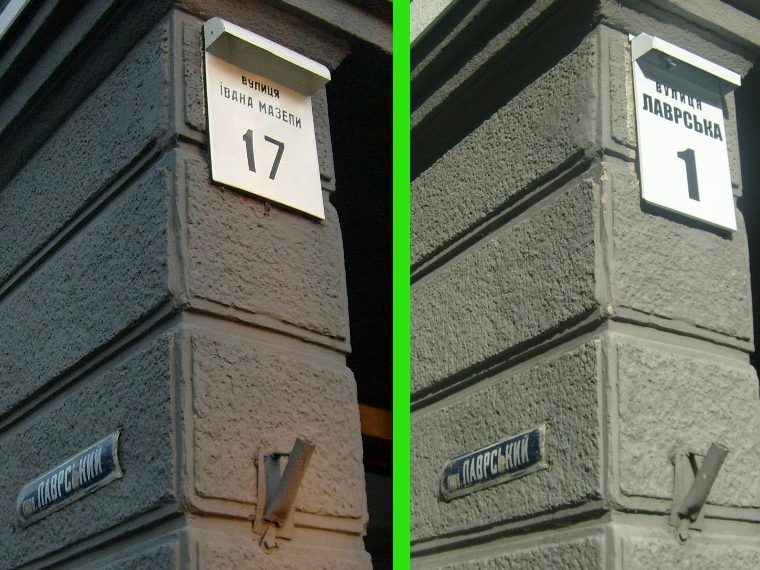
В результате раздела и переименования улицы в июле 2010 года на многих домах появились таблички не только с новым названием, но и с новыми номерами

В честь Николаевского военного собора, построенного по инициативе и на средства гетмана Мазепы, с начала XIX века улица носила название Никольская. В 1919 году переименована в улицу Январского восстания (укр. Січневого повстання) — в честь Январского восстания 1918 года работников завода «Арсенал» и других киевских заводов против Центральной Рады.
В апреле — июле 1942 года немецкие оккупационные власти дали улице название Риттер-фон-Шоберт-штрассе, в честь генерала Ойгена фон Шоберта. Украинская управа до этого момента предпочитала использовать в своей документации дореволюционное название улицы.
25 октября 2007 г. Киевский городской совет принял решение о переименовании улицы Январского восстания в улицу Ивана Мазепы. За соответствующее решение проголосовали 71 из 96 присутствовавших депутатов Киевсовета, при одном против. Секретарь Киевсовета Олесь Довгий обосновал переименование улицы тем, что, по его данным, на средства И. Мазепы были построены Вознесенская церковь, женский монастырь, каменная стена Киево-Печерской Лавры, а также проведен ряд строительных работ на её территории. Довгий также назвал это переименование «очень важным шагом для украинства».
Переименование улицы в честь Мазепы было предметом активных дискуссий среди представителей общественности и в СМИ Украины. Против переименования улицы Январского восстания в честь гетмана Мазепы выступал Священный Синод Украинской православной церкви, а также некоторые православные организации, относящиеся к юрисдикции УПЦ Московского патриархата. В совместном заявлении Всеукраинского православного братства Александра Невского, Союза православных братств Украины и Союза православных граждан Украины была просьба не допустить наименования улицы, на которой расположена Киево-Печерская Лавра, именем Ивана Мазепы, поскольку он был отлучен от Православной Церкви (предан анафеме). Против переименования улицы в честь Мазепы также выступали депутаты Киевсовета от Соцпартии и Партии регионов. Мнения по поводу переименования среди самих жителей улицы разделились. В то же время в быту киевляне зачастую продолжают называть улицу «Январского восстания». На официальном веб-портале Киевской городской государственной администрации даже накануне празднования Дня независимости Украины в 2008 г. название улицы также было представлено всё ещё как «Январского восстания». На переименование улицы было потрачено почти 60 000 гривен.
8 июля 2010 года Киевсовет переименовал часть улицы Ивана Мазепы (от площади Славы до площади Героев Великой Отечественной войны) в Лаврскую улицу.

## Примечательные здания
- дом № 1 — Николаевские ворота с казармой на Пересыпе (1846—1850). В 1917—1918 годах тут размещался 3-й понтонный батальон, революционные солдаты которого принимали активное участие в борьбе за установление Советской власти на Украине. С 1951 года тут располагается военный городок Министерства обороны (на территории расположены военная комендатура, плац, автопарк, управление военной службы правопорядка, ансамбль песни и танца Вооруженных сил, центральный склад спецоборудования, финотдел Минобороны, Государственный архив Минобороны).
- дом № 3 — знаменитый жилой комплекс для командного состава РККА (архитектор И. Ю. Каракис, 1935—1939). «Одна из лучших новостроек столицы… Киевский небоскрёб», — сообщала в те годы одна из киевских газет. Недаром в книге «Советская архитектура за 50 лет» из всех новостроек Украины 1930-х гг. была помещена фотография только этого объекта.
- дом № 6 — усадьба Ипсиланти (1799). Построена в стиле классицизма для коменданта Печерской крепости Ф. Л. Вигеля. В 1807—1816 годах в этом доме жиль с семьёй Константинос Ипсиланти — господарь Молдавии и Валахии, участник греческого антитурецкого освободительного движения. В 1833 году усадьбу приобрела Киево-Печерская лавра, в 1860—1870 годах в усадьбе размещалась Лаврская иконописная мастерская.
- дом № 10 — «дом Януковича» (2001). В квартире № 18 именно по этому адресу до августа 2008 года был прописан известный украинский политик[13][14].
- дом № 10а — особняк А. М. Бердяева (Бердяевых), больница глазных болезней Поповых, памятник архитектуры середины XIX века и 1885—1887 гг., архитектор — В. Николаев;
- дом № 11 (Аскольдов переулок, 5) — Детский сад №1 «Орлёнок» завода «Арсенал» (архитектор И. Ю. Каракис, 1937—1939) — памятник архитектуры неоклассицизма.
- дом № 11-А — гостиница «Салют» (1982). Благодаря необычному архитектурному решению (здание состоит из круглого объёма с 5-консольными этажами) и удачному расположению, гостиница стала одним из символов города (архитекторы А. М. Милецкий, Н. И. Логоцкая, В. Г. Шевченко).
- дом № 13 — Киевский Дворец детей и юношества (1962—1965) (прежнее название — Дворец пионеров и школьников им. Н. Островского). Трёхэтажное здание дворца построено на склоне Днепра вблизи Парка Вечной Славы (архитекторы А. М. Милецкий, Э. А. Бильский; Государственная премия СССР 1967 года). Главный корпус (полезная площадь — около 12,2 тыс. м²) рассчитан на одновременное пребывание 26,5 тысяч детей. Интерьеры украшены мозаикой, чеканкой (скульптор В. З. Бородай, художники В. В. Мельниченко, А. Ф. Рыбачук). Перед зданием располагается декоративный бассейн (650 м²) и флагшток высотой 50 м. Ранее на месте дворца находился Никольский военный собор (1690—1696).

## Изображения

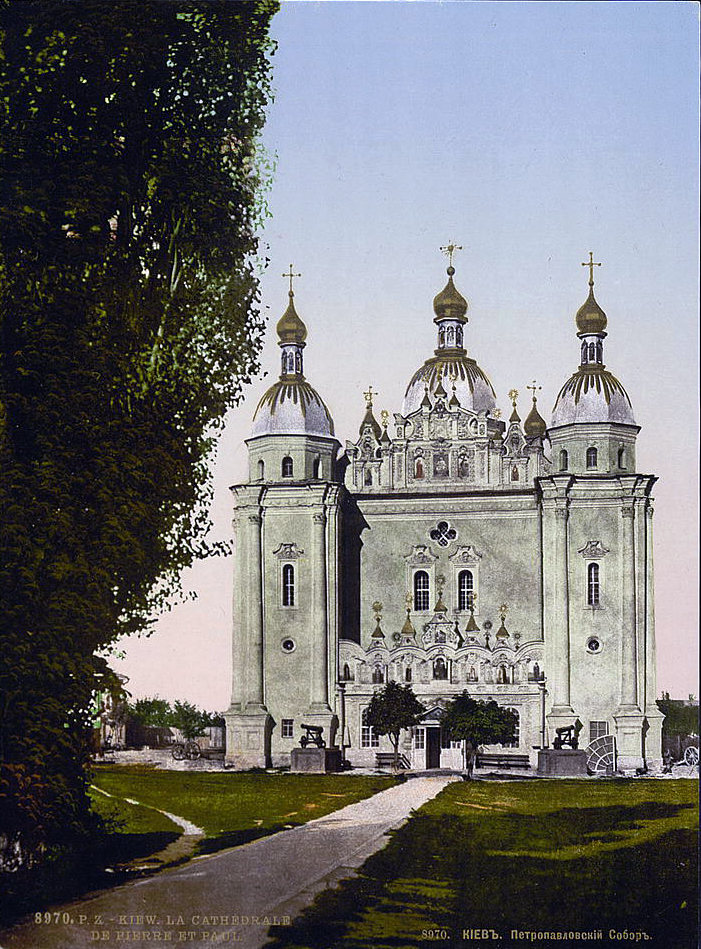
Николаевский военный собор, в честь которого улица называлась Никольской
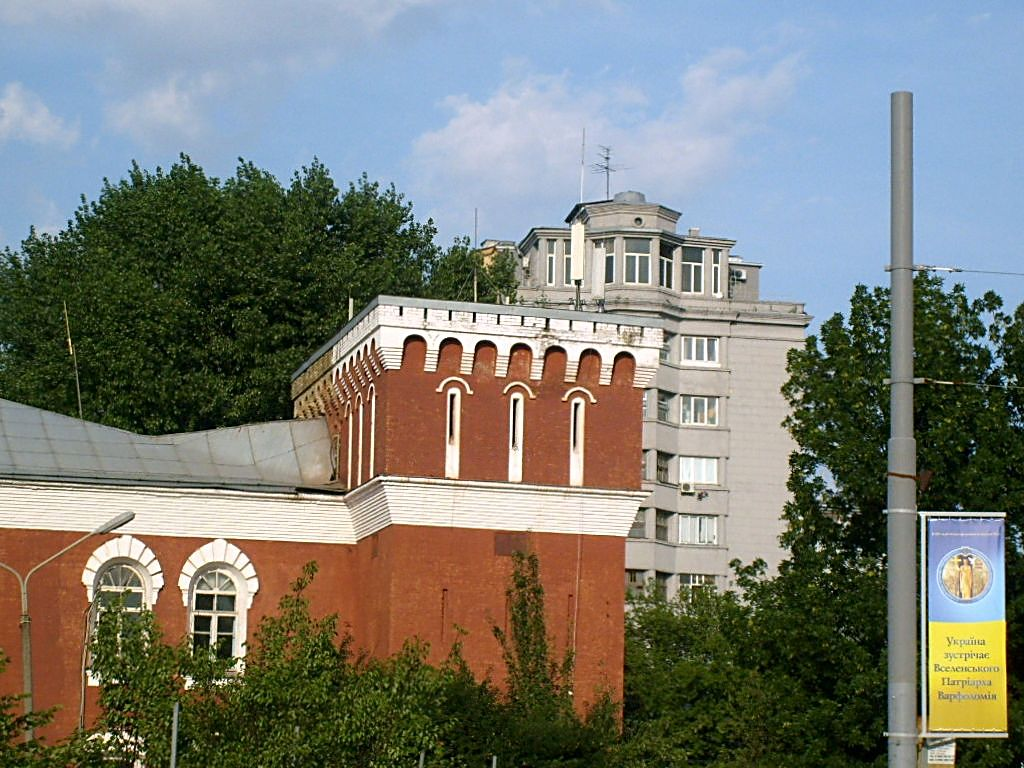
№ 1 (Николаевские ворота); на заднем плане — № 3 («Киевский небоскрёб»)
Особняк А. М. Бердяева
Гостиница «Салют»
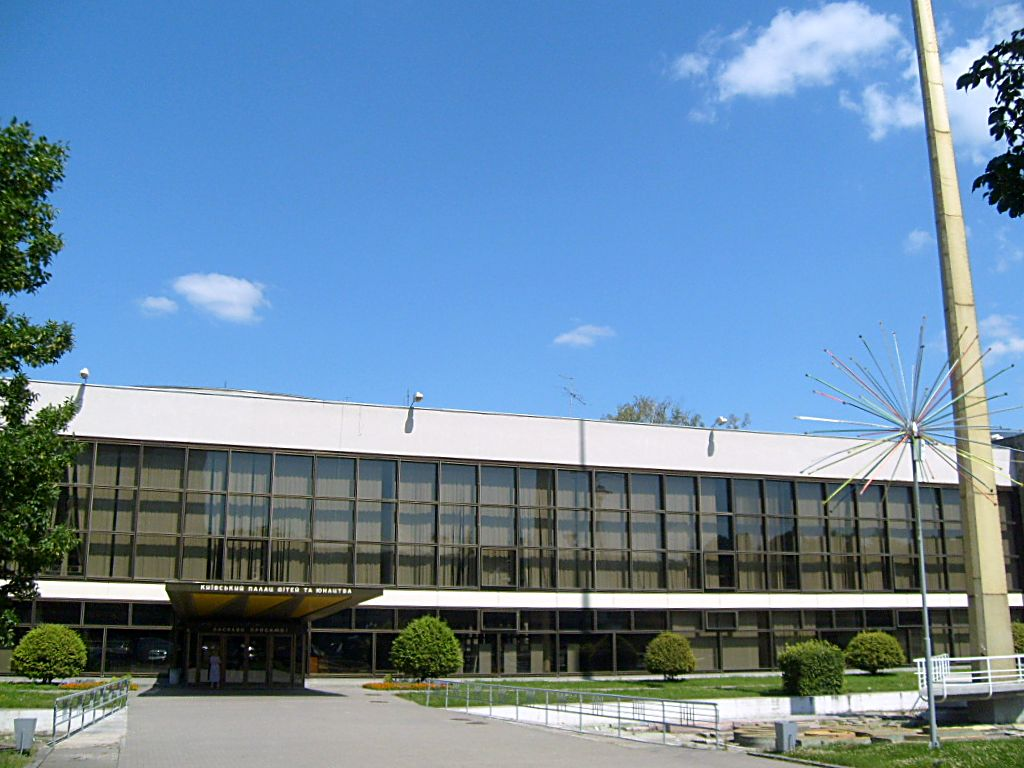
Киевский Дворец детей и юношества